# Дадабаев, Рустам Алижанович
Рустам Алижанович Дадабаев (27 ноября 1982) — узбекский футболист, вратарь. Мастер спорта Узбекистана и Кыргызстана.

## Биография
Начал играть в футбол в восемь лет. Воспитанник клуба «Чиланзар» (Ташкент). В 2000—2001 годах выступал в резервных командах ташкентского «Пахтакора».
В 2002 году играл за клуб второго дивизиона России «Селенга» (Улан-Удэ), провёл 4 матча.
Вернувшись в Узбекистан, играл за клубы низших дивизионов, в том числе в 2003 году — в первом дивизионе за «Шуртан» (Гузар). В 2006 году стал победителем первого дивизиона Узбекистана в составе ташкентского «Курувчи», но после выхода клуба в высший дивизион потерял место в составе.
В 2011 году перешёл в киргизский «Алай» (Ош), в котором провёл следующие четыре сезона. Чемпион (2013) и бронзовый призёр (2012) чемпионата Кыргызстана, обладатель Кубка Кыргызстана (2013). Выходил на поле в матчах Кубка АФК. По итогам сезона 2011 года включён в символическую сборную легионеров чемпионата по версии ФФКР.
В 2015 году снова играл в первой лиге Узбекистана, на этот раз за клуб «Актепа» и стал серебряным призёром турнира.
С 2022 года — детский тренер в школе «Адвир» в Симферополе. В возрасте 41 года в 2024 году играл в чемпионате Симферопольского района за «Фрегат» и Премьер-лиге Крыма за «Алушту-КФУ».